# Maja Cassel
Hilda Maria (Maja) Cassel, född 21 maj 1891 i Hedvig Eleonora församling, Stockholm, död 12 januari 1953 i Solna församling, var en svensk skådespelare och operettsångerska.

## Biografi
Maja Cassel studerade vid Dramatens elevskola och engagerades på Dramaten 1911-1912 och därefter vid teatrar i Stockholm, Göteborg och Helsingfors, där hon medverkade i operetter. Hon var revyprimadonna hos Ernst Rolf och spelade på Chat Noir i Kristiania Teateråret 1920-1923, på Hipp i Malmö 1923-1927 och på Vasateatern 1927-1929. Under 1930-talet gästspelade hon på teatrar i Göteborg och Malmö, främst, på grund av äktenskapet med Lars Egge, på Stora Teatern, Göteborg.  
Hon filmdebuterade 1916 i Georg af Klerckers Aktiebolaget Hälsans gåva och kom att medverka i 15 filmer. 
Maja Cassels far var trävaruagenten Isak Cassel. Hon var gift 1914–1918 med skådespelaren Torre Cederborg och 1928–1940 med skådespelaren och teaterchefen Lars Ahlström-Egge.

## Filmografi (urval)
- 1916 – Ministerpresidenten
- 1916 – Aktiebolaget Hälsans gåva
- 1916 – Svärmor på vift eller Förbjudna vägar
- 1916 – Calle som miljonär
- 1916 – Fången på Karlstens fästning
- 1916 – Nattens barn
- 1920 – Skomakarprinsen
- 1920 – En hustru till låns
- 1922 – Anderssonskans Kalle
- 1926 – Hon, den enda
- 1945 – I Roslagens famn
- 1946 – Begär
- 1947 – Dynamit
- 1947 – Får jag lov, magistern!

## Teater

### Roller (ej komplett)
| År   | Roll                             | Produktion                                                                | Regi             | Teater                   |
| ---- | -------------------------------- | ------------------------------------------------------------------------- | ---------------- | ------------------------ |
| 1917 | Medverkande                      | Atlanten vid Kristinehamn, revy Axel Engdahl                              |                  | Folkteatern              |
| 1917 | Valentine Gay                    | Mästertjuven Tristan Bernard och Alfred Athis                             | Einar Fröberg    | Djurgårdsteatern         |
| 1921 | Medverkande                      | Bolsjevikdiamanten, revy Ture Nerman                                      | Ernst Rolf       | Intima teatern           |
| 1922 |                                  | Med pukor och trumpeter, revy Karl-Ewert                                  |                  | Kristallsalongen         |
| 1924 | Medverkande                      | Högre opp!, revy Svasse Bergqvist                                         | Elna Panduro     | Teater Montmartre        |
| 1925 | Medverkande                      | Ping-Pong!, revy Svasse Bergqvist & Karl Ewert                            | Björn Hodell     | Mosebacke Revyteater     |
| 1926 | Susanne                          | Apollon ombord Evert Taube                                                | Oskar Textorius  | Vasateatern              |
| 1926 | Niniche                          | Niniche Marius Boullard, Alfred Hennequin och Albert Millaud              | Albert Ranft     | Vasateatern              |
| 1928 | Gilberte Valandray               | Inte på mun Maurice Yvain och André Barde                                 | Oskar Textorius  | Vasateatern              |
| 1928 | Petra                            | Hennes excellens Michael Krausz, Ernst Welisch och Rudolf Schanzer        | Oskar Textorius  | Vasateatern              |
| 1929 | Katja Karina, Furstinnan Ilanoff | Katja Jean Gilbert, Leopold Jacobson och Rudolph Österreicher             | Oskar Textorius  | Vasateatern              |
| 1929 | Lona d'Alberti                   | Nattkavaljeren Robert Stolz, Alfred Maria Willner och Rudolf Österreicher | Oskar Textorius  | Vasateatern              |
| 1929 | Nelli                            | Hjärter dam Lewis E. Gensler, Laurence Schwab och B. G. de Sylva          | Nils Johannisson | Vasateatern              |
| 1945 | Lady Constance Wynne             | Geishan Sidney Jones, Owen Hall och Harry Greenbank                       | Oscar Winge      | Malmö stadsteater        |
| 1951 | Mrs Plunkett                     | Blåjackor Lajos Lajtai och Lauri Wylie                                    | Sven Aage Larsen | Oscarsteatern            |
| 1951 | Hertiginnan                      | Lorden från gränden L. Arthur Rose och Noel Gay                           | Nils Poppe       | Helsingborgs stadsteater |

## Galleri

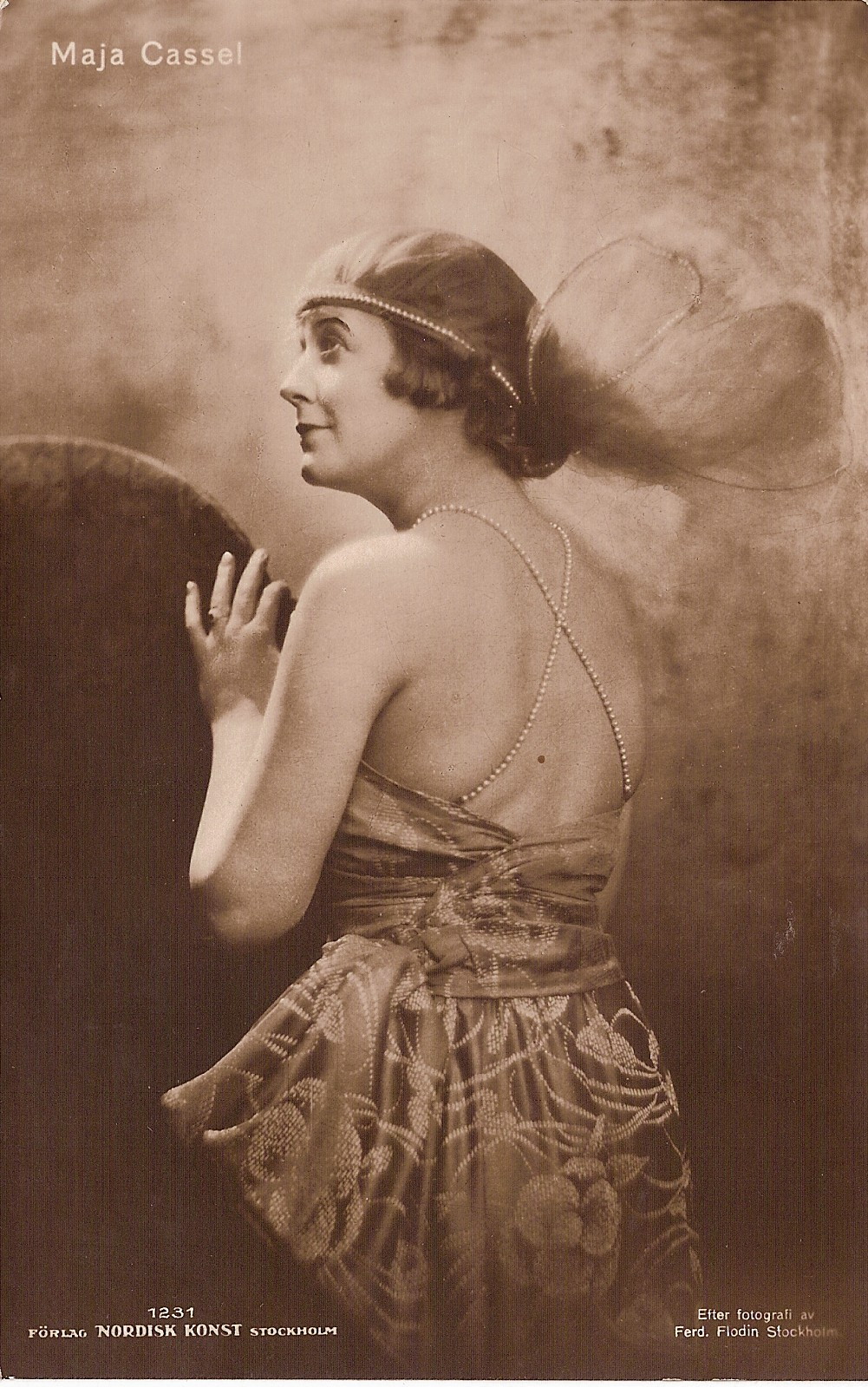
Ateljéporträtt omkring 1910.
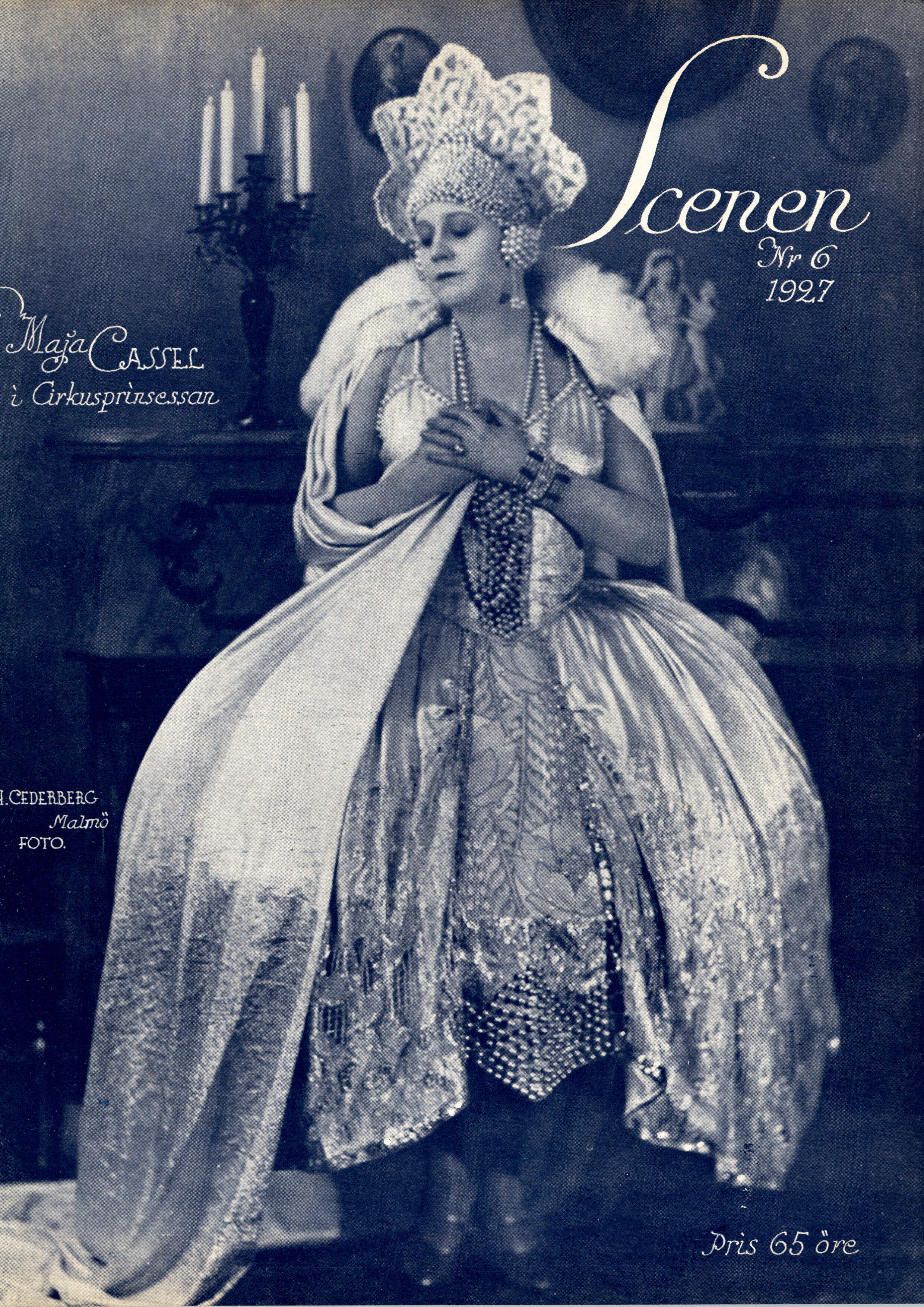
Cassel i Cirkusprinsessan. Foto på omslaget till Scenen 1927.
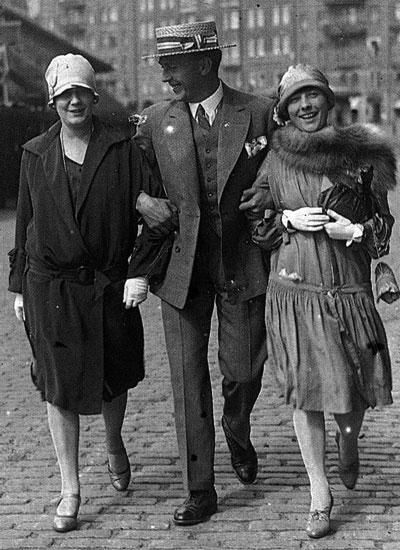
Maja Cassel (till vänster) på promenad i Stockholm 1928 med sin nyblivne make Lars Egge och Elsa Wallin (till höger).